# Tour de France 1991
78. Tour de France rozpoczął się 6 lipca w Lyonie, a zakończył się 28 lipca w Paryżu. Wyścig składał się z prologu i 22 etapów, w tym: 13 etapów płaskich, 6 etapów górskich i 4 etapów jazdy na czas. Cała trasa liczyła 3914 km.

## Zmiany w stosunku do poprzednich edycji
Do 1991 roku zawodnicy ekipy prowadzącej w klasyfikacji drużynowej nosili żółte czapki. W 1991 roku zrezygnowano jednak z tego zwyczaju.

## Klasyfikacje
Klasyfikację generalną wygrał Hiszpan Miguel Indurain, wyprzedzając dwóch Włochów Gianni Bugno i Claudio Chiappucciego. Chiappucci wygrał klasyfikację górską, reprezentant Związku Radzieckiego Dżamolidin Abdużaparow wygrał klasyfikację punktową, a Kolumbijczyk Álvaro Mejía był najlepszy w klasyfikacji młodzieżowej. Najaktywniejszym kolarzem został Claudio Chiappucci. W klasyfikacji drużynowej najlepsza była hiszpańska drużyna Banesto.

## Drużyny
W tej edycji TdF wzięły udział 22 drużyny:
| - Z - Carrera Jeans-Tassoni - PDM-Concorde - Banesto - ONCE - Gatorade - Amaya Seguros - Castorama-Raleigh - Ryalco-Postobón - Lotto - Motorola | - Helvetia-La Suisse - Ariostea - RMO-Mavic-Liberia - Weinmann-Eddy Merckx - TVM-Sanyo - Panasonic-Sportlife - Tonton Tapis-Corona - Histor-Sigma - Toshiba - Buckler-Colnago-Decca - Clas-Cajastur |

## Etapy
| P  | 6 lipca  | Lyon                           | ITT 5,4 km    | Thierry Marie          |               |               |               |
| 1  | 7 lipca  | Lyon – Lyon                    | 114,5 km      | Dżamolidin Abdużaparow |               |               |               |
| 2  | 7 lipca  | Bron – Chassieu                | TTT 36,5 km   | Ariostea               |               |               |               |
| 3  | 8 lipca  | Villeurbanne – Dijon           | 210,0 km      | Etienne De Wilde       |               |               |               |
| 4  | 9 lipca  | Dijon – Reims                  | 286,0 km      | Dżamolidin Abdużaparow |               |               |               |
| 5  | 10 lipca | Reims – Valenciennes           | 149,5 km      | Jelle Nijdam           |               |               |               |
| 6  | 11 lipca | Arras – Hawr                   | 259,0 km      | Thierry Marie          |               |               |               |
| 7  | 12 lipca | Hawr – Argentan                | 167,0 km      | Jean-Paul van Poppel   |               |               |               |
| 8  | 13 lipca | Argentan – Alençon             | ITT 73,0 km   | Miguel Indurain        |               |               |               |
| 9  | 14 lipca | Alençon – Rennes               | 161,0 km      | Mauro Ribeiro          |               |               |               |
| 10 | 15 lipca | Rennes – Quimper               | 207,5 km      | Phil Anderson          |               |               |               |
| 11 | 16 lipca | Quimper – Saint-Herblain       | 246,0 km      | Charly Mottet          |               |               |               |
|    | 17 lipca | Dzień przerwy                  | Dzień przerwy | Dzień przerwy          | Dzień przerwy | Dzień przerwy | Dzień przerwy |
| 12 | 18 lipca | Pau – Jaca                     | 192,0 km      | Charly Mottet          |               |               |               |
| 13 | 19 lipca | Jaca – Val-Louron              | 232,0 km      | Claudio Chiappucci     |               |               |               |
| 14 | 20 lipca | Saint-Gaudens – Castres        | 172,5 km      | Bruno Cenghialta       |               |               |               |
| 15 | 21 lipca | Albi – Alès                    | 235,0 km      | Moreno Argentin        |               |               |               |
| 16 | 22 lipca | Alès – Gap                     | 215,0 km      | Marco Lietti           |               |               |               |
| 17 | 23 lipca | Gap – L’Alpe d’Huez            | 125,0 km      | Gianni Bugno           |               |               |               |
| 18 | 24 lipca | Le Bourg-d’Oisans – Morzine    | 255,0 km      | Thierry Claveyrolat    |               |               |               |
| 19 | 25 lipca | Morzine – Aix-les-Bains        | 177,0 km      | Dmitrij Konyszew       |               |               |               |
| 20 | 26 lipca | Aix-les-Bains – Mâcon          | 160,0 km      | Wiaczesław Jekimow     |               |               |               |
| 21 | 27 lipca | Lugny – Mâcon                  | ITT 57,0 km   | Miguel Indurain        |               |               |               |
| 22 | 28 lipca | Melun – Paryż (Champs-Élysées) | 178,0 km      | Dmitrij Konyszew       |               |               |               |

## Liderzy klasyfikacji po etapach
| Etap                 | Zwycięzca              | Klasyfikacja generalna | Klasyfikacja punktowa | Klasyfikacja górska    | Klasyfikacja młodzieżowa | Klasyfikacja drużynowa | Klasyfikacja najaktywniejszych |
| -------------------- | ---------------------- | ---------------------- | --------------------- | ---------------------- | ------------------------ | ---------------------- | ------------------------------ |
| P                    | Thierry Marie          | Thierry Marie          | brak                  | Thierry Marie          | Laurent Jalabert         | Castorama-Raleigh      | brak                           |
| 1                    | Dżamolidin Abdużaparow | Greg LeMond            | Rolf Järmann          | Greg LeMond            | Laurent Jalabert         | PDM-Concorde           | Greg LeMond                    |
| 2                    | Ariostea               | Rolf Sørensen          | Rolf Järmann          | Greg LeMond            | Massimiliano Lelli       | PDM-Concorde           | Greg LeMond                    |
| 3                    | Etienne De Wilde       | Rolf Sørensen          | Rolf Järmann          | Dżamolidin Abdużaparow | Massimiliano Lelli       | PDM-Concorde           | Greg LeMond                    |
| 4                    | Dżamolidin Abdużaparow | Rolf Sørensen          | Peter De Clercq       | Dżamolidin Abdużaparow | Massimiliano Lelli       | PDM-Concorde           | Greg LeMond                    |
| 5                    | Jelle Nijdam           | Rolf Sørensen          | Peter De Clercq       | Dżamolidin Abdużaparow | Massimiliano Lelli       | PDM-Concorde           | Claudio Chiappucci             |
| 6                    | Thierry Marie          | Thierry Marie          | Thierry Marie         | Dżamolidin Abdużaparow | Massimiliano Lelli       | PDM-Concorde           | Thierry Marie                  |
| 7                    | Jean-Paul van Poppel   | Thierry Marie          | Peter De Clercq       | Dżamolidin Abdużaparow | Massimiliano Lelli       | PDM-Concorde           | Thierry Marie                  |
| 8                    | Miguel Indurain        | Greg LeMond            | Peter De Clercq       | Dżamolidin Abdużaparow | Massimiliano Lelli       | PDM-Concorde           | Thierry Marie                  |
| 9                    | Mauro Ribeiro          | Greg LeMond            | Peter De Clercq       | Dżamolidin Abdużaparow | Massimiliano Lelli       | PDM-Concorde           | Thierry Marie                  |
| 10                   | Phil Anderson          | Greg LeMond            | Peter De Clercq       | Dżamolidin Abdużaparow | Massimiliano Lelli       | PDM-Concorde           | Thierry Marie                  |
| 11                   | Charly Mottet          | Greg LeMond            | Peter De Clercq       | Dżamolidin Abdużaparow | Massimiliano Lelli       | Banesto                | Thierry Marie                  |
| 12                   | Charly Mottet          | Luc Leblanc            | Pascal Richard        | Dżamolidin Abdużaparow | Miguel Ángel Martínez    | Castorama-Raleigh      | Thierry Marie                  |
| 13                   | Claudio Chiappucci     | Miguel Indurain        | Claudio Chiappucci    | Dżamolidin Abdużaparow | Álvaro Mejía             | Banesto                | Claudio Chiappucci             |
| 14                   | Bruno Cenghialta       | Miguel Indurain        | Claudio Chiappucci    | Dżamolidin Abdużaparow | Álvaro Mejía             | Banesto                | Claudio Chiappucci             |
| 15                   | Moreno Argentin        | Miguel Indurain        | Claudio Chiappucci    | Dżamolidin Abdużaparow | Álvaro Mejía             | Banesto                | Claudio Chiappucci             |
| 16                   | Marco Lietti           | Miguel Indurain        | Claudio Chiappucci    | Dżamolidin Abdużaparow | Álvaro Mejía             | Banesto                | Claudio Chiappucci             |
| 17                   | Gianni Bugno           | Miguel Indurain        | Claudio Chiappucci    | Dżamolidin Abdużaparow | Álvaro Mejía             | Banesto                | Claudio Chiappucci             |
| 18                   | Thierry Claveyrolat    | Miguel Indurain        | Claudio Chiappucci    | Dżamolidin Abdużaparow | Álvaro Mejía             | Banesto                | Claudio Chiappucci             |
| 19                   | Dmitrij Konyszew       | Miguel Indurain        | Claudio Chiappucci    | Dżamolidin Abdużaparow | Álvaro Mejía             | Banesto                | Claudio Chiappucci             |
| 20                   | Wiaczesław Jekimow     | Miguel Indurain        | Claudio Chiappucci    | Dżamolidin Abdużaparow | Álvaro Mejía             | Banesto                | Claudio Chiappucci             |
| 21                   | Miguel Indurain        | Miguel Indurain        | Claudio Chiappucci    | Dżamolidin Abdużaparow | Álvaro Mejía             | Banesto                | Claudio Chiappucci             |
| 22                   | Dmitrij Konyszew       | Miguel Indurain        | Claudio Chiappucci    | Dżamolidin Abdużaparow | Álvaro Mejía             | Banesto                | Claudio Chiappucci             |
| Klasyfikacja końcowa | Klasyfikacja końcowa   | Miguel Indurain        | Claudio Chiappucci    | Dżamolidin Abdużaparow | Álvaro Mejía             | Banesto                | Claudio Chiappucci             |

## Klasyfikacje końcowe

### Klasyfikacja generalna
| Pozycja | Zawodnik           | Drużyna      | Czas          |
| ------- | ------------------ | ------------ | ------------- |
| 1.      | Miguel Indurain    | Banesto      | 101 h 01' 20" |
| 2.      | Gianni Bugno       | Chateau d’Ax | +3' 36"       |
| 3.      | Claudio Chiappucci | Carrera      | +5' 56"       |
| 4.      | Charly Mottet      | RMO          | +7' 37"       |
| 5.      | Luc Leblanc        | Castorama    | +10' 10"      |
| 6.      | Laurent Fignon     | Castorama    | +11' 27"      |
| 7.      | Greg LeMond        | Z            | +13' 13"      |
| 8.      | Andrew Hampsten    | Motorola     | +13' 40"      |
| 9.      | Pedro Delgado      | Banesto      | +20' 10"      |
| 10.     | Gérard Rué         | Helvetia     | +20' 13"      |

| Miejsca 11–158 | Miejsca 11–158            | Miejsca 11–158        | Miejsca 11–158 |
| Pozycja        | Zawodnik                  | Drużyna               | Czas           |
| -------------- | ------------------------- | --------------------- | -------------- |
| 11             | Eduardo Chozas            | ONCE                  | +21' 00"       |
| 12             | Abelardo Rondón           | Banesto               | +26' 47"       |
| 13             | Gert-Jan Theunisse        | TVM                   | +27' 10"       |
| 14             | Jean-François Bernard     | Banesto               | +28' 57"       |
| 15             | Maurizio Fondriest        | Panasonic             | +30' 09"       |
| 16             | Denis Roux                | Toshiba               | +30' 40"       |
| 17             | Eric Caritoux             | RMO                   | +32' 39"       |
| 18             | Alberto Camargo           | Ryalcao               | +32' 54"       |
| 19             | Álvaro Mejía              | Ryalcao               | +33' 52"       |
| 20             | Frédéric Vichot           | Castorama             | +36' 43"       |
| 21             | Gilles Delion             | Helvetia              | +38' 43"       |
| 22             | Javier Murguialday        | Amaya Seguros         | +39' 11"       |
| 23             | Jérôme Simon              | Z                     | +39' 14"       |
| 24             | Fabrice Philippot         | Banesto               | +41' 56"       |
| 25             | Thierry Bourguignon       | Toshiba               | +42' 32"       |
| 26             | Steven Rooks              | Buckler               | +44' 49"       |
| 27             | Thierry Claveyrolat       | RMO                   | +44' 49"       |
| 28             | Patrice Esnault           | Amaya Seguros         | +46' 14"       |
| 29             | Roberto Conti             | Ariostea              | +46' 41"       |
| 30             | Marco Giovannetti         | Chateau d’Ax          | +47' 06"       |
| 31             | Luis Herrera              | Ryalcao               | +47' 58"       |
| 32             | Uwe Ampler                | Histor                | +49' 11"       |
| 33             | Pello Ruiz Cabestany      | Clas                  | +53' 21"       |
| 34             | Gerrit de Vries           | Buckler               | +54' 47"       |
| 35             | Johan Bruyneel            | Lotto                 | +57' 28"       |
| 36             | Jean-Claude Bagot         | Castorama             | +58' 40"       |
| 37             | Anselmo Fuerte            | ONCE                  | +59' 20"       |
| 38             | Eric Boyer                | Z                     | +59' 51"       |
| 39             | Alberto Leanizbarrutia    | Clas                  | +1h 03' 09"    |
| 40             | Alessandro Giannelli      | Carrera               | +1h 03' 52"    |
| 41             | Ronan Pensec              | Amaya Seguros         | +1h 06' 04"    |
| 42             | Wiaczesław Jekimow        | Panasonic             | +1h 06' 17"    |
| 43             | Henry Cárdenas            | Ryalcao               | +1h 07' 23"    |
| 44             | Philippe Louviot          | Toshiba               | +1h 07' 31"    |
| 45             | Phil Anderson             | Motorola              | +1h 08' 13"    |
| 46             | Gerardo Moncada           | Ryalcao               | +1h 08' 45"    |
| 47             | Mauro Ribeiro             | RMO                   | +1h 09' 45"    |
| 48             | Óscar Vargas              | Ryalcao               | +1h 11' 04"    |
| 49             | Pascal Richard            | Helvetia              | +1h 11' 16"    |
| 50             | Didier Virvaleix          | Histor                | +1h 12' 05"    |
| 51             | Laurent Pillon            | Tonton                | +1h 12' 27"    |
| 52             | Dmitrij Konyszew          | TVM                   | +1h 16' 56"    |
| 53             | Marino Lejarreta          | ONCE                  | +1h 18' 08"    |
| 54             | Bruno Cornillet           | Z                     | +1h 18' 59"    |
| 55             | Francisco Javier Mauleón  | Clas                  | +1h 20' 28"    |
| 56             | Bruno Cenghialta          | Ariostea              | +1h 20' 42"    |
| 57             | Pascal Simon              | Castorama             | +1h 22' 17"    |
| 58             | Reynel Montoya            | Ryalcao               | +1h 23' 15"    |
| 59             | Moreno Argentin           | Ariostea              | +1h 23' 21"    |
| 60             | Gilbert Duclos-Lassalle   | Z                     | +1h 26' 57"    |
| 61             | Iñaki Gastón              | Clas                  | +1h 28' 43"    |
| 62             | Guy Nulens                | Panasonic             | +1h 29' 10"    |
| 63             | Dominik Krieger           | Helvetia              | +1h 29' 21"    |
| 64             | Melchor Mauri             | ONCE                  | +1h 29' 25"    |
| 65             | Andreas Kappes            | Histor                | +1h 29' 38"    |
| 66             | Francisco Espinosa        | Clas                  | +1h 30' 55"    |
| 67             | Stephen Hodge             | ONCE                  | +1h 32' 52"    |
| 68             | Dominique Arnould         | Castorama             | +1h 33' 20"    |
| 69             | Guido Winterberg          | Helvetia              | +1h 34' 35"    |
| 70             | Pascal Lino               | RMO                   | +1h 34' 38"    |
| 71             | Laurent Jalabert          | Toshiba               | +1h 36' 05"    |
| 72             | Robert Millar             | Z                     | +1h 36' 06"    |
| 73             | Olaf Lurvik               | Toshiba               | +1h 39' 31"    |
| 74             | Jesús Montoya             | Amaya Seguros         | +1h 41' 21"    |
| 75             | Herminio Díaz             | ONCE                  | +1h 42' 13"    |
| 76             | Miguel Ángel Martínez     | ONCE                  | +1h 42' 14"    |
| 77             | Dominique Arnaud          | Banesto               | +1h 42' 32"    |
| 78             | Marc van Orsouw           | Panasonic             | +1h 43' 45"    |
| 79             | Rolf Gölz                 | Ariostea              | +1h 43' 47"    |
| 80             | Jean-Claude Colotti       | Tonton Tapis-Corona   | +1h 44' 54"    |
| 81             | Marc Sergeant             | Panasonic             | +1h 44' 59"    |
| 82             | Patrick Jacobs            | Tonton Tapis-Corona   | +1h 45' 55"    |
| 83             | Rolf Järmann              | Weinmann-Eddy Merckx  | +1h 46' 45"    |
| 84             | Eric Van Lancker          | Panasonic             | +1h 47' 47"    |
| 85             | Dżamolidin Abdużaparow    | Carrera               | +1h 49' 05"    |
| 86             | Dmitrij Żdanow            | Panasonic             | +1h 49' 32"    |
| 87             | Philippe Casado           | Z                     | +1h 49' 32"    |
| 88             | Władimir Pułnikow         | Carrera               | +1h 50' 50"    |
| 89             | Valerio Tebaldi           | Gatorade-Chateau d’Ax | +1h 53' 01"    |
| 90             | Frank Van Den Abeele      | Lotto                 | +1h 53' 27"    |
| 91             | Alberto Elli              | Ariostea              | +1h 55' 35"    |
| 92             | Christophe Lavainne       | Castorama             | +1h 56' 16"    |
| 93             | Enrico Zaina              | Carrera               | +1h 57' 38"    |
| 94             | Peter Stevenhaagen        | Helvetia              | +1h 58' 03"    |
| 95             | Wilfried Peeters          | Histor                | +1h 58' 52"    |
| 96             | Guido Bontempi            | Carrera               | +2h 00' 29"    |
| 97             | Steve Bauer               | Motorola              | +2h 00' 57"    |
| 98             | Mauro Gianetti            | Helvetia              | +2h 02' 03"    |
| 99             | Pascal Lance              | Toshiba               | +2h 03' 35"    |
| 100            | Jesús Rodríguez           | Banesto               | +2h 04' 21"    |
| 101            | François Lemarchand       | Z                     | +2h 04' 30"    |
| 102            | Thierry Laurent           | RMO                   | +2h 06' 07"    |
| 103            | Edwig Van Hooydonck       | Buckler               | +2h 06' 43"    |
| 104            | Arsenio Chaparro          | Ryalcao               | +2h 06' 48"    |
| 105            | Michel Dernies            | Weinmann-Eddy Merckx  | +2h 07' 03"    |
| 106            | Roland Le Clerc           | Amaya Seguros         | +2h 07' 26"    |
| 107            | Bjarne Riis               | Castorama             | +2h 08' 01"    |
| 108            | Henrie Abadie             | Toshiba               | +2h 08' 03"    |
| 109            | Rudy Verdonck             | Weinmann-Eddy Merckx  | +2h 09' 54"    |
| 110            | Christian Chaubet         | Toshiba               | +2h 11' 22"    |
| 111            | Thierry Marie             | Castorama             | +2h 12' 37"    |
| 112            | Davide Cassani            | Ariostea              | +2h 12' 38"    |
| 113            | Werner Stutz              | Weinmann-Eddy Merckx  | +2h 12' 48"    |
| 114            | Olaf Ludwig               | Panasonic             | +2h 12' 54"    |
| 115            | Marc Madiot               | RMO                   | +2h 13' 22"    |
| 116            | Urs Zimmermann            | Motorola              | +2h 13' 58"    |
| 117            | Jelle Nijdam              | Buckler               | +2h 15' 05"    |
| 118            | Michel Vermote            | RMO                   | +2h 15' 32"    |
| 119            | Javier Lukin              | Banesto               | +2h 16' 23"    |
| 120            | Giancarlo Perini          | Carrera               | +2h 16' 47"    |
| 121            | Wasilij Żdanow            | TVM                   | +2h 16' 52"    |
| 122            | Javier Duch               | Clas                  | +2h 17' 04"    |
| 123            | Marino Alonso             | Banesto               | +2h 19' 44"    |
| 124            | Brian Holm                | Histor                | +2h 20' 16"    |
| 125            | Etienne De Wilde          | Histor                | +2h 20' 21"    |
| 126            | Andy Bishop               | Motorola              | +2h 20' 30"    |
| 127            | Eric Vanderaerden         | Buckler               | +2h 20' 43"    |
| 128            | Erich Mächler             | Carrera               | +2h 21' 05"    |
| 129            | Frans Maassen             | Buckler               | +2h 21' 31"    |
| 130            | Patrick Verschueren       | Lotto                 | +2h 23' 49"    |
| 131            | Roberto Gusmeroli         | Gatorade-Chateau d’Ax | +2h 25' 30"    |
| 132            | Francis Moreau            | Tonton Tapis-Corona   | +2h 26' 06"    |
| 133            | Gerrit Solleveld          | Buckler               | +2h 26' 47"    |
| 134            | Jure Pavlič               | Carrera               | +2h 26' 56"    |
| 135            | Per Pedersen              | Amaya Seguros         | +2h 28' 11"    |
| 136            | Sergei Uslamin            | TVM                   | +2h 29' 21"    |
| 137            | Peter De Clercq           | Lotto                 | +2h 29' 26"    |
| 138            | Ron Kiefel                | Motorola              | +2h 31' 24"    |
| 139            | Jan Schur                 | Gatorade-Chateau d’Ax | +2h 31' 45"    |
| 140            | Hendrik Redant            | Lotto                 | +2h 32' 11"    |
| 141            | Stefano Zanatta           | Gatorade-Chateau d’Ax | +2h 32' 27"    |
| 142            | Rik Van Slycke            | Lotto                 | +2h 38' 25"    |
| 143            | Enrique Gerrikagoitia     | Amaya Seguros         | +2h 39' 48"    |
| 144            | Henri Manders             | Helvetia              | +2h 43' 34"    |
| 145            | Alfred Achermann          | Weinmann-Eddy Merckx  | +2h 44' 38"    |
| 146            | Jan Siemons               | TVM                   | +2h 44' 58"    |
| 147            | Mauro-Antonio Santaromita | Gatorade-Chateau d’Ax | +2h 45' 04"    |
| 148            | José Manuel Oliveira      | Clas                  | +2h 46' 27"    |
| 149            | Giuseppe Calcaterra       | Gatorade-Chateau d’Ax | +2h 48' 11"    |
| 150            | Ludwig Willems            | Weinmann-Eddy Merckx  | +2h 58' 10"    |
| 151            | Carlos Jaramillo          | Ryalcao               | +2h 58' 47"    |
| 152            | Eddy Schurer              | TVM                   | +2h 58' 55"    |
| 153            | Lawrence Roche            | Tonton Tapis-Corona   | +2h 59' 25"    |
| 154            | Twan Poels                | Buckler               | +3h 00' 15"    |
| 155            | Thomas Wegmüller          | Weinmann-Eddy Merckx  | +3h 00' 26"    |
| 156            | Thomas Barth              | TVM                   | +3h 05' 33"    |
| 157            | Wiebren Veenstra          | Buckler               | +3h 13' 58"    |
| 158            | Rob Harmeling             | TVM                   | +3h 25' 51"    |

### Klasyfikacja punktowa
| Pozycja | Zawodnik               | Drużyna   | Punkty |
| ------- | ---------------------- | --------- | ------ |
| 1.      | Dżamolidin Abdużaparow | Carrera   | 316    |
| 2.      | Laurent Jalabert       | Toshiba   | 263    |
| 3.      | Olaf Ludwig            | Panasonic | 175    |
| 4.      | Jean-Claude Colotti    | Tonton    | 159    |
| 5.      | Andreas Kappes         | Histor    | 151    |

### Klasyfikacja górska
| Pozycja | Zawodnik            | Drużyna      | Punkty |
| ------- | ------------------- | ------------ | ------ |
| 1.      | Claudio Chiappucci  | Carrera      | 312    |
| 2.      | Thierry Claveyrolat | RMO          | 277    |
| 3.      | Luc Leblanc         | Castorama    | 164    |
| 4.      | Gianni Bugno        | Chateau d’Ax | 157    |
| 5.      | Miguel Indurain     | Banesto      | 141    |

### Klasyfikacja młodzieżowa
| Pozycja | Zawodnik         | Drużyna   | Czas          |
| ------- | ---------------- | --------- | ------------- |
| 1.      | Álvaro Mejía     | Ryalcao   | 101 h 35' 12" |
| 2.      | Gerrit de Vries  | Buckler   | +10' 55"      |
| 3.      | Dominik Krieger  | Helvetia  | +55' 29"      |
| 4.      | Laurent Jalabert | Toshiba   | +1 h 02' 13"  |
| 5.      | Dmitrij Żdanow   | Panasonic | +1 h 15' 40"  |

### Klasyfikacja drużynowa
| Pozycja | Drużyna   | Czas          |
| ------- | --------- | ------------- |
| 1.      | Banesto   | 303 h 28' 50" |
| 2.      | Castorama | +25' 44"      |
| 3.      | RMO       | +50' 25"      |
| 4.      | Z         | +57' 29"      |
| 5.      | Postobón  | +1 h 09' 45"  |